# Brachypsyche schmidi
Brachypsyche schmidi är en nattsländeart som beskrevs av Choe, Kumanski och Patrick C.Y. Woo 1999. Brachypsyche schmidi ingår i släktet Brachypsyche och familjen husmasknattsländor. Inga underarter finns listade i Catalogue of Life.